# Taifun (film)
Taifun (engelska: Red Dust) är en amerikansk långfilm från 1932 i regi av Victor Fleming, med Clark Gable, Jean Harlow, Gene Raymond och Mary Astor i rollerna.

## Handling
På en gummiplantage i Indokina utspelar sig under monsunperioden en kärlekstriangel mellan plantageägaren Dennis Carson (Gable), den prostituerade Vantine (Harlow) och Barbara Willis (Astor), frun till ingenjörn Gary Willis (Raymond). Carson överger sitt förhållande med Vantine för ett med Barbara, men ångrar sig och återvänder till Vantine.

## Rollista

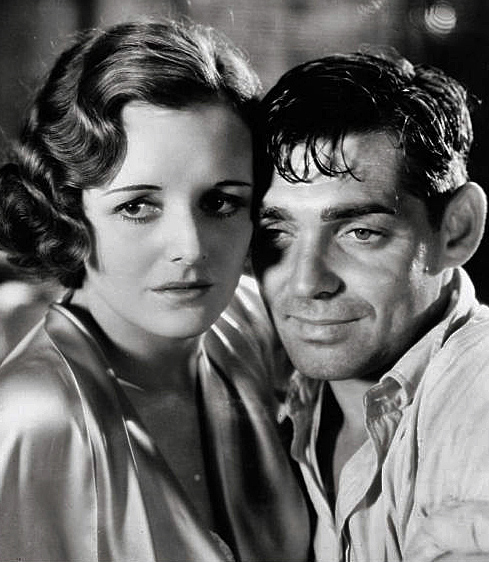
Clark Gable och Mary Astor i publicitetsfoto för filmen.

| Clark Gable      | – Dennis Carson  |
| Jean Harlow      | – Vantine        |
| Gene Raymond     | – Gary Willis    |
| Mary Astor       | – Barbara Willis |
| Donald Crisp     | – Guidon         |
| Tully Marshall   | – McQuarg        |
| Forrester Harvey | – Limey          |
| Willie Fung      | – Hoy            |

## Nyinspelning
Regissören John Ford gjorde 1953 om filmen som Mogambo med handlingen förflyttad till Afrika. Filmen spelades in på plats med Ava Gardner i Harlows roll och Grace Kelly i Asters. Clark Gable spelade samma roll, 21 år senare.
2006 valdes filmen in till National Film Registry av Library of Congress.